# Irmentrud List-Gersheim
Irmentrud List-Gersheim (* 6. Mai 1904 in Feistritz an der Drau; † 1984) war eine österreichische Malerin der ersten Generation von Frauen, die an einer Hochschule Malerei studierten.

## Leben und Werk
Irmentrud (auch Irmentraud) Gersheim war das jüngste Kind von Arthur Raphael Freiherr von Gersheim. Sie absolvierte das Lyzeum in Klagenfurt mit Matura und studierte als eine der ersten Kärntnerinnen von 1922 bis 1926 in der Tierklasse bei Heinrich von Zügel und Angelo Jank an der Akademie der Bildenden Künste München. 1928 heiratete sie. Danach studierte sie an der Staatlichen Akademie für graphische Künste und Buchgewerbe in Leipzig, wo sie unter Willi Geiger ein eigenes Meisteratelier hatte.
Anschließend arbeitete sie in Leipzig als freischaffende Künstlerin. Nach einem schweren Bombenangriff auf die Stadt zog sie mit Mann und Sohn 1943 zurück nach Kärnten. Sie arbeitete als Malerin und Zeichnerin, bis ein fortschreitendes Augenleiden ihrem Schaffen Einhalt gebot. Irmentrud List-Gersheim hinterließ ein wenig bekanntes Werk an Zeichnungen und Ölgemälden. Sie war eine begeisterte Jägerin. „Pferde, Jagd, Familie – das ganz normale Leben waren Themen von Irmentrud List Gersheim.“
1937 wurde in der Nazi-Aktion „Entartete Kunst“ aus dem Märkischen Museum Witten ihr Ölgemälde „Akt mit Katze“ beschlagnahmt und zerstört.

## Personalausstellungen
- 1984: Feistritz, Gemeinschaftshaus
- 1984: Spittal, Schloss Porcia
- 1984: Klagenfurt, Landesgalerie

### Postume Ausstellungen
- 1986: Klagenfurt, Landesgalerie (Gedächtnisausstellung)
- 2017: Feffernitz (Gemeinde Paternion), Galerie Grünspan